# 브란겔섬
브란겔섬(러시아어: Остров Вра́нгеля, Wrangel Island)은 북극해, 동시베리아해와 축치해사이에 있는 러시아의 섬이다. 축치 자치구에 속해있으며 본토와 140km 떨어져 있다. 바다표범, 레밍, 북극곰의 번식지이다. 또, 여름에는 많은 새가 온다.
섬의 이름은 페르디난트 페트로비치 브란겔의 이름에서 유래되었다. 그는 축치족들로부터 섬의 위치를 알려고 했지만, 발견하지 못했다. 섬을 발견한 것은 토마스 롱이었다. 1911년에는 러시아인이 상륙했다. 1921년 빌햐울뮈르 스테파운손은 캐나다령으로 만들려고 이누이트족 일행을 보냈다. 1926년 소련은 스테파운손이 보낸 이누이트족을 내쫓고, 현재 있는 마을을 만들었다.
또, 동쪽의 자연 보호구는 2004년에는 유네스코의 세계유산에 자연 유산으로 등록되었다. 마지막 빙하기의 브란겔섬에는 매머드 중에서 난쟁이 매머드가 매머드와 다르게 멸종하지 않고 서식하고 있었다. 이 매머드는 먹이 부족 때문에 일반적인 매머드보다 작았다. 기원전 1700년 경에 마지막 매머드가 이 섬에서 원주민에게 수렵을 당한 것이 매머드의 멸종인 것으로 여겨지고 있으나 아직 논란의 여지가 존재한다.
경도 180도선이 브란겔랴 섬을 지나가며, 날짜 변경선은 브란겔섬의 동쪽에 위치하고 있다.

## 기후
| Wrangel Island의 기후        | Wrangel Island의 기후 | Wrangel Island의 기후 | Wrangel Island의 기후 | Wrangel Island의 기후 | Wrangel Island의 기후 | Wrangel Island의 기후 | Wrangel Island의 기후 | Wrangel Island의 기후 | Wrangel Island의 기후 | Wrangel Island의 기후 | Wrangel Island의 기후 | Wrangel Island의 기후 | Wrangel Island의 기후 |
| 월                           | 1월                   | 2월                   | 3월                   | 4월                   | 5월                   | 6월                   | 7월                   | 8월                   | 9월                   | 10월                  | 11월                  | 12월                  | 연간                  |
| ---------------------------- | --------------------- | --------------------- | --------------------- | --------------------- | --------------------- | --------------------- | --------------------- | --------------------- | --------------------- | --------------------- | --------------------- | --------------------- | --------------------- |
| 역대 최고 기온 °C (°F)       | 1.5 (34.7)            | −0.2 (31.6)           | 0.2 (32.4)            | 2.5 (36.5)            | 9.6 (49.3)            | 15.9 (60.6)           | 18.2 (64.8)           | 16.7 (62.1)           | 12.7 (54.9)           | 9.3 (48.7)            | 1.8 (35.2)            | 2.0 (35.6)            | 18.2 (64.8)           |
| 일평균 최고 기온 °C (°F)     | −19.4 (−2.9)          | −19.9 (−3.8)          | −18.6 (−1.5)          | −12.8 (9.0)           | −2.9 (26.8)           | 3.4 (38.1)            | 5.9 (42.6)            | 5.2 (41.4)            | 1.8 (35.2)            | −4.1 (24.6)           | −10.4 (13.3)          | −16.8 (1.8)           | −7.4 (18.7)           |
| 일일 평균 기온 °C (°F)       | −22.8 (−9.0)          | −23.5 (−10.3)         | −22.4 (−8.3)          | −16.6 (2.1)           | −5.7 (21.7)           | 0.9 (33.6)            | 3.0 (37.4)            | 2.8 (37.0)            | 0.0 (32.0)            | −6.1 (21.0)           | −12.9 (8.8)           | −19.7 (−3.5)          | −10.3 (13.5)          |
| 일평균 최저 기온 °C (°F)     | −26.4 (−15.5)         | −27.0 (−16.6)         | −26.1 (−15.0)         | −20.4 (−4.7)          | −8.2 (17.2)           | −1.0 (30.2)           | 1.0 (33.8)            | 0.9 (33.6)            | −1.7 (28.9)           | −8.4 (16.9)           | −15.7 (3.7)           | −22.8 (−9.0)          | −13.0 (8.6)           |
| 역대 최저 기온 °C (°F)       | −42.0 (−43.6)         | −44.6 (−48.3)         | −45.0 (−49.0)         | −38.2 (−36.8)         | −31.5 (−24.7)         | −12.3 (9.9)           | −4.9 (23.2)           | −6.5 (20.3)           | −21.4 (−6.5)          | −29.8 (−21.6)         | −34.9 (−30.8)         | −57.7 (−71.9)         | −57.7 (−71.9)         |
| 평균 강수량 mm (인치)        | 7 (0.3)               | 7 (0.3)               | 5 (0.2)               | 7 (0.3)               | 8 (0.3)               | 10 (0.4)              | 21 (0.8)              | 25 (1.0)              | 17 (0.7)              | 13 (0.5)              | 10 (0.4)              | 8 (0.3)               | 138 (5.4)             |
| 평균 강우일수                | 0.1                   | 0.2                   | 0.03                  | 0.3                   | 4                     | 9                     | 14                    | 17                    | 11                    | 2                     | 1                     | 0.2                   | 59                    |
| 평균 강설일수                | 13                    | 13                    | 12                    | 14                    | 17                    | 9                     | 3                     | 6                     | 15                    | 22                    | 16                    | 13                    | 153                   |
| 평균 상대 습도 (%)           | 79                    | 80                    | 80                    | 81                    | 85                    | 87                    | 88                    | 89                    | 86                    | 81                    | 79                    | 79                    | 83                    |
| 평균 월간 일조시간           | 2                     | 59                    | 195                   | 267                   | 199                   | 233                   | 226                   | 125                   | 73                    | 50                    | 4                     | 0                     | 1,433                 |
| 출처 1: Климат о. Врангеля   |                       |                       |                       |                       |                       |                       |                       |                       |                       |                       |                       |                       |                       |
| 출처 2: NOAA (sun 1961–1990) |                       |                       |                       |                       |                       |                       |                       |                       |                       |                       |                       |                       |                       |

## 같이 보기
- 러시아의 섬 목록